# Bartosz Salamon
Bartosz Salamon (1 de maig de 1991, Poznań, Polònia) és un futbolista polonès que juga com a migcampista al Lech Poznań, i és internacional amb la selecció polonesa.

## Carrera esportiva
Va arribar a Itàlia de molt jovenet, a les inferiors del Brescia Calcio debutant l'any 2007 en la Serie B el 3 de maig 2008, just l'endemà passat del seu 17è aniversari entrant en el minut 77 de la victòria davant el Modena FC. El 17 de gener de 2009 va aparèixer en l'onze inicial de Brescia Calcio, per primera vegada, jugant els 90 minuts de la victòria per 4-0 enfront de Pisa. El 9 d'agost, va marcar el seu primer gol amb el Brescia en una victòria per 1-0 sobre Ravenna a la Copa Itàlia. El juliol del 2010, es va anunciar que jugaria a préstec en el Foggia en la Lega Pro Prima Divisione, la tercera divisió del futbol italià. A finalitats del 2011 va tornar a Brescia, en la Serie B, per a la temporada 2011-12. Al gener del 2013 signa contracte amb l'AC Milan de la Sèrie A per 4 anys. L'11 de juliol de 2013, però fou transferit a la UC Sampdoria per €1.6 milions. com a part del pagament del 50% dels drets de registre d'Andrea Poli per €3 milions. En 2014 fou cedit al Pescara i el 31 d'agost de 2015 fou transferit al Cagliari Calcio per cinc anys per €1 milió.